# Округ Диксон (Небраска)
Округ Диксон (енгл. Dixon County) је округ у америчкој савезној држави Небраска.

## Демографија
По попису из 2010. године број становника је 6.000, што је 339 (-5,3%) становника мање него 2000. године.
| Група             | 2000.         | 2010.         |
| Белци             | 5.927 (93,5%) | 5.293 (88,2%) |
| Афроамериканци    | 2 (0,0%)      | 18 (0,3%)     |
| Азијати           | 17 (0,3%)     | 10 (0,2%)     |
| Хиспаноамериканци | 348 (5,5%)    | 622 (10,4%)   |
| Укупно            | 6.339         | 6.000         |